# ستارا لیسا
ستارا لیسا (به لاتین: Stará Lysá) یک منطقهٔ مسکونی در جمهوری چک است که در ناحیه نیمبورک واقع شده‌است. ستارا لیسا ۹٫۷۱ کیلومتر مربع مساحت و ۵۹۵ نفر جمعیت دارد و ۱۹۰ متر بالاتر از سطح دریا واقع شده‌است.